# (2170) Biélorussie
(2170) Byelorussia
(2170) Biélorussie, internationalement (2170) Byelorussia, est un astéroïde de la ceinture principale.

## Description
(2170) Biélorussie est un astéroïde de la ceinture principale. Il fut découvert le 16 septembre 1971 à Naoutchnyï par l'Observatoire d'astrophysique de Crimée. Il présente une orbite caractérisée par un demi-grand axe de 2,40 UA, une excentricité de 0,18 et une inclinaison de 2,1° par rapport à l'écliptique.

## Nom
L'astéroïde est nommé d'après la Biélorussie, plus précisément la République socialiste soviétique de Biélorussie, l'une des républiques socialistes soviétiques qui constituaient l'URSS à l'époque de sa désignation.

## Compléments